# Ofir Marciano
Ofir Meir Marciano (o Martziano, hebreo: אופיר מרציאנו; Ashdod, Israel, 7 de octubre de 1989) es un futbolista israelí que juega como guardameta para el equipo israelí Hapoel Be'er Sheva de la Liga Premier de Israel.

## Trayectoria

### Clubes
Marciano firmó con el F. C. Ashdod en 2008 después de haber sido criado en la cantera de dicho equipo. Desde ese año a la temporada 2015 jugó un total de 123 partidos. El 7 de julio de 2015 fue cedido por una temporada al equipo de la Primera División de Bélgica Royal Excel Mouscron.
Tras el término de esa temporada volvió a ser cedido al club escocés del Hibernian F. C. de la Scottish Championship por una temporada. Tras la cesión siguió en el club, permaneciendo en él hasta la finalización del curso 2020-21, momento en el que se marchó al Feyenoord. En los Países Bajos ganó la Eredivisie antes de volver a Israel en junio de 2023 después de firmar por el Hapoel Be'er Sheva.

### Selección nacional
Ha jugado un total de 40 veces con la selección de Israel, en la que debutó en un partido clasificatorio para la Eurocopa 2016 contra la selección de Chipre.

## Palmarés

### Títulos nacionales
| Título              | Club               | País         | Año     |
| ------------------- | ------------------ | ------------ | ------- |
| Eredivisie          | Feyenoord          | Países Bajos | 2022-23 |
| Copa de Israel      | Hapoel Be'er Sheva | Israel       | 2024-25 |
| Supercopa de Israel | Hapoel Be'er Sheva | Israel       | 2025    |